# Victor Stănculescu
Victor Atanasie Stănculescu (ur. 10 maja 1928 w Tecuci, zm. 19 czerwca 2016) – rumuński generał, minister obrony i przemysłu w rządzie Petre Romana.

## Życiorys
Ojciec, Constantin, był porucznikiem w lotnictwie wojskowym. Zmarł, gdy Victor miał pięć lat. Jego syn rozpoczął karierę wojskową w 1949 roku.
Podczas rewolucji w Rumunii w 1989 roku Stănculescu odegrał dużą rolę w wydarzeniach. 17 grudnia Nicolae Ceaușescu wysłał Stănculescu do Timișoary w celu stłumienia rewolty. Podczas tłumienia manifestacji zginęło ponad 60 osób. Stănculescu złagodził swoje stanowisko wobec demonstrantów, gdy po 17 grudnia ponownie zaczęli się gromadzić.
Po wydaniu rozkazu strzelania do demonstrantów na ulicy Lipova w Timișoarze, rankiem 22 grudnia Stănculescu poprosił lekarza wojskowego o założenie gipsu na lewą nogę. W ten sposób chciał uniknąć wizyty w Ministerstwie Obrony (na spotkanie poświęcone stłumieniu manifestacji) oraz w Komitecie Centralnym. Pomimo wcześniejszych zamiarów Stănculescu ściągnięto do Komitetu Centralnego, gdzie Nicolae Ceaușescu nakazał generałowi rozpędzenie tłumów na Piața Palatului (dziś Piața Revoluției) oraz mianował go ministrem obrony (po samobójstwie Vasila Milei). 22 grudnia po przemówieniu Nicolae Ceaușescu Stănculescu zalecił sekretarzowi generalnemu i jego żonie Elenie uciec śmigłowcem z Bukaresztu. Według pogłosek, Elena Ceaușescu poprosiła Victora Stănculescu o zaopiekowanie się jej dziećmi (plotkę zdementował Stănculescu). Po przewiezieniu obojga Ceaușescu do Târgoviște Victor Stănculescu przygotował proces oraz znalazł miejsca na posiedzenia sądu i egzekucję.
Po śmierci Ceaușescu Victor Stănculescu znalazł się w Froncie Ocalenia Narodowego. Według pogłosek Stănculescu zdobył dostęp do tajnych kont bankowych Nicolae Ceaușescu. W rządzie Petre Romana był ministrem obrony oraz ministrem przemysłu.
W 2003 roku żona Victora Stănculescu, Elena, popełniła samobójstwo.
Latem 1999 roku Victor Stănculescu oraz Mihai Chițac zostali skazani na 15 lat pozbawienia wolności za krwawe stłumienie manifestacji w Timișoarze. Po ciągnących się postępowaniach odwoławczych wyrok utrzymano w 2008 roku. Stănculescu zwolniono warunkowo w 2014 roku. Victor Stănculescu zmarł 19 czerwca 2016 roku na skutek udaru mózgu.